# Zaboršt, Škocjan
Zaboršt este o localitate din comuna Škocjan, Slovenia, cu o populație de 39 de locuitori.